# Strophe alcaïque
La strophe alcaïque est une strophe de la métrique antique, contenant quatre vers éoliens.
La strophe alcaïque et la strophe sapphique, nommés par les contemporains d'Alcée, sont deux importantes formes de la littérature grecque et de la poésie classique.

## Historique
La strophe alcaïque est traditionnellement considérée comme ayant été inventée par Alcée, un poète lyrique de Mytilène sur l'île de Lesbos (v. 600 av. J.-C.). 

## En poésie grecque
La strophe alcaïque utilisée par Sappho et Alcée répondait au schéma métrique suivant (où — est une syllabe longue, ∪ une brève et X une anceps) :
X — ∪ — X — ∪ ∪ — ∪ — ||
X — ∪ — X — ∪ ∪ — ∪ — ||
X — ∪ — X — ∪ — — ||
— ∪ ∪ — ∪ ∪ — ∪ — — |||

## En poésie latine
Les deux premiers vers sont divisés en deux hémistiches par une césure après la cinquième syllabe. La métrique d'une strophe alcaïque est donc la suivante (où — représente une syllabe longue, où ∪ représente une syllabe courte et où : représente la césure) :
```
  — — ∪ — — : — ∪ ∪ — ∪ — ||

  — — ∪ — — : — ∪ ∪ — ∪ — ||

  — — ∪ — — — ∪ — — ||

  — ∪ ∪ — ∪ ∪ — ∪ — — |||
```

Horace a utilisé la strophe alcaïque dans ses Odes comme on peut le voir dans cet exemple : 
```
  — — ∪ — — : — ∪ ∪ — ∪ — ||

  
Antehac nefas, depromere Caecubum

  — — ∪ — — : — ∪ ∪ — ∪ — ||

  
cellis avitis, dum Capitolio

  — — ∪ — — — ∪ — — ||

  
Regina dementis ruinas

  — ∪ ∪ — ∪ ∪ — ∪ — — |||

  
funus et Imperio parabat.
```

La strophe alcaïque a été adaptée en français et en anglais durant la Renaissance. C'est historiquement une forme importante dans la poésie hongroise.
Adam Mickiewicz, un poète et écrivain polonais, a utilisé la strophe alcaïque dans Ad Napoleonem III Caesarem Augustum. Ode in Bomersurdum captum :
```
  
Qualis fugacem quum Amphitryonius

  
Cacum insequutus, belluae in occipu

  
Rupes ruens, fumosque et ignes

  
Guttur in horrisonum retundens
```